# Balatonszőlős
Balatonszőlős är ett samhälle i Veszprém i Ungern. Balatonszőlős ligger i distriktet Balatonfüred och har en area på 12,82 km². År 2019 hade Balatonszőlős totalt 648 invånare.